# 藤崎凡
藤崎 凡（ふじさき ぼん、1957年 - ）は、日本の音楽指揮者。東京都渋谷区出身。

## 経歴
（出典：）
- 1957年：東京都に生まれる。
- 1970年：横浜市立青木小学校を卒業。
- 1973年：慶應義塾普通部を卒業。
- 1976年：慶應義塾高等学校を卒業。
- 1980年：慶應義塾大学文学部を卒業。
- 1986年：桐朋学園大学音楽学部オーケストラ研究生指揮専攻を卒業。
  - 同年に宮城フィルハーモニー管弦楽団の指揮者オーディションに合格し、演奏活動を開始。
- 1990年：洗足学園大学講師（オーケストラ）として活動。
- 2012年：洗足学園大学講師を退職。同年に 警視庁音楽隊隊長に就任。
- 2019年：警視庁総務部広報課音楽隊長を退官。